# قبائلي (موسيقى)
الموسيقى القبائلية  طابع موسيقي جزائري ينتشر في منطقة القبائل باللهجة القبائلية و تتمتع بدورها  بتأثير بارز في شمال إفريقيا ، وحتى في العالم العربي بالنسبة لللأغاني التي يتم تأديتها  بالنمط العربي الأندلسي.

## أنواع

### التقليدية

#### الأشويق

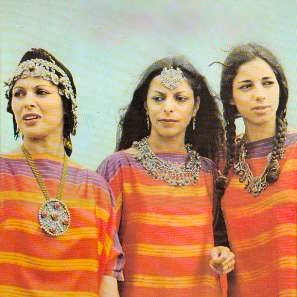
فرقة جرجرة

الأشويق هو  أحد الطبوع التي تتميز بها الثقافة الموسيقية التقليدية القبائلية والتي تتميز بأنها  بعمقها ومحزنة وتؤديها النسوة في مختلف المناسبات بإيقاع حر وكلمات شعرية أو عبارات تأتي تلقائيا، هذا هو، والذي يختفي شيأ فشيأ، إذ يعد ”أشويق” حاليا ورشة كبيرة للبحث من أجل الحفاظ عليه وتصنيفه ضمن التراث الثقافي غير المادي ل"اليونيسكو”.
وتجمع هذه الأغاني التي تعرف باسم ”أشيويق” أو ”أشويق” رصيدا موسيقيا وشعريا واسعا لم يتم تحديده بعد، حيث يتمثل في أغان ترافق الأشغال المنزلية، أو في شكل شعر غزلي تؤديه النسوة حصريا، أو حتى مقاطع ذات استلهام ديني تؤديه الفرق الصوفية.
ولا زال ”أشويق” الذي يتم تأديته بشكل فردي للتعبير عن الحزن جراء فقدان إنسان غال، أو عن الانشغالات، أو يُؤدى بشكل جماعي بمناسبة الأفراح العائلية أو الجنائز، أو حتى مرافقة الأعمال في الحقول، ويمارس في بعض مناطق القبائل من قبل النسوة المسنات.

#### إضبالن
هي فرقة موسيقية تتكون من أربعة أفراد، اثنان منهم يستعملون المزمار والاثنان الآخران يستعملان البندير أو الطبلة.. فالموسيقى التي يؤدونها مستوحاة من أغان قبائلية كما أن رئيس الفرقة يطلق العنان لحنجرته من حين إلى آخر لقراءة الشعر الذي يصب في مجمله في التبرك للعريس ولأهله.

### الحديثة

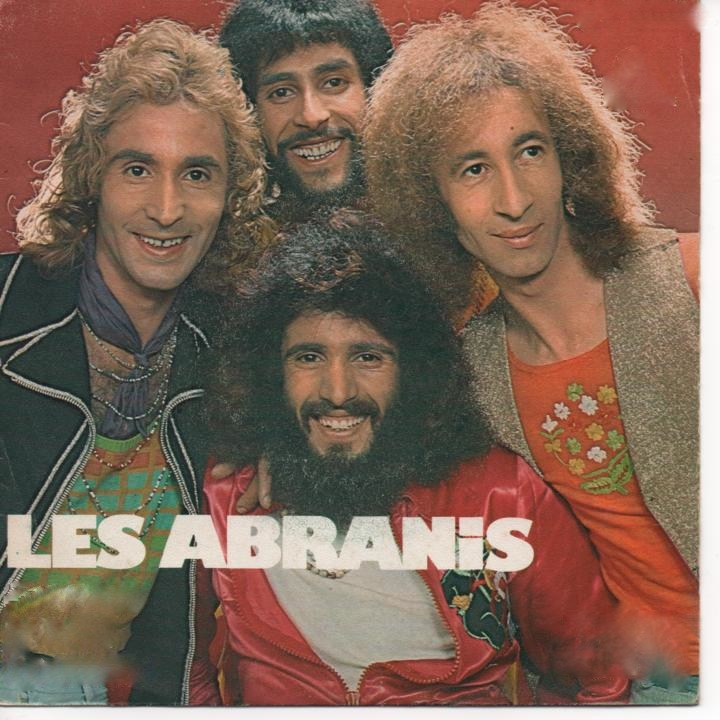
فرقة أبرانيس

#### تطور الأغنية القبائلية

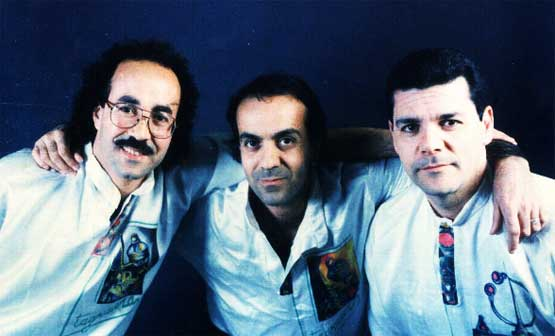
تاقرلوة

شهدت السبعينيات ولادة العديد من المجموعات الفنية التي ادعت أنها موسيقى حديثة  مرتبطة بأغنية الاحتجاج ؛ تمكنت هذه المجموعات والمغنين من إدخال الآلات الحديثة مثل الغيتار الشعبي والكلاسيكي والكهربائي والبيانو وما إلى ذلك. من بين هذه المجموعات ، يمكننا الاستشهاد بـ: inaslyen ، idheflawen ، inemlayen ، debza ، imnayen ، abranis ، إلخ. كما ميز المغنون الآخرون هذه الفترة بالمطالب السياسية التي جلبوها ولكن أيضًا من خلال الانفتاح الفني الجديد الذي أحدث ثورة في عقلية القبائل. من بين هؤلاء المطربين ، يمكننا أن نذكر واحدًا من أشهر المطربين في الجزائر وأيضًا في العالم إيدير الذي أصبح رمزًا لأغنية القبائلية الحديثة ، ولا سيما بفضل أغنيته الرئيسية A Vava Inouva التي تُرجمت إلى عدة لغات.

#### أغاني الأفراح
هناك أغاني على الطراز الحديث يتم الاستماع إليها غالبًا أثناء الاحتفالات و هذا النوع من الأغاني هو في الواقع فولكلور قبائلي خالص يتم تأليف موسيقاه الآن بطريقة أخف ومدعومة بآلات حديثة ، ، و تتناول كلماتها الحب في المقام الأول من خلال محاولة كسر المحرمات الراسخة في المجتمع الأمازيغي ، على وجه الخصوص حول العلاقات الرومانسية بين الشباب (التي تدفع المغنين لاستخدام ديو بين الرجل والمرأة) وهي أعمال فنانين مثل محمد علاوة. حاليا هذا النوع من الموسيقى آخذ في التوسع ويتم الاستماع إليه خارج المناطق الناطقة باللغة البربرية في الجزائر

## أشهر الفنانين
- سليمان عازم
- شريف خدام
- الشيخ الحسناوي
- لونيس آيت منقلات
- إيدير
- فرحات إمازيغن إمولة
- عبلاش
- معطوب الوناس
- جمال علام
- طالب رابح
- رابح عصما
- تاكفاريناس (مغني)
- علاوة

## أما المغنيات فقد اشتهر
- أنيسة
- بهية (مغنية)
- جميلة (مغنية)
- جيدة ثامقرانث (مغنية)
- حنيفة
- خدوجة (مغنية)
- زينة
- شابحة (مغنية)
- شريفة (مغنية)
- ونيسة (مغنية)
- نوارة
- ب
- يمينة (مغنية)
- طاووس عمروش
- مليكة دمران

## معرض صور

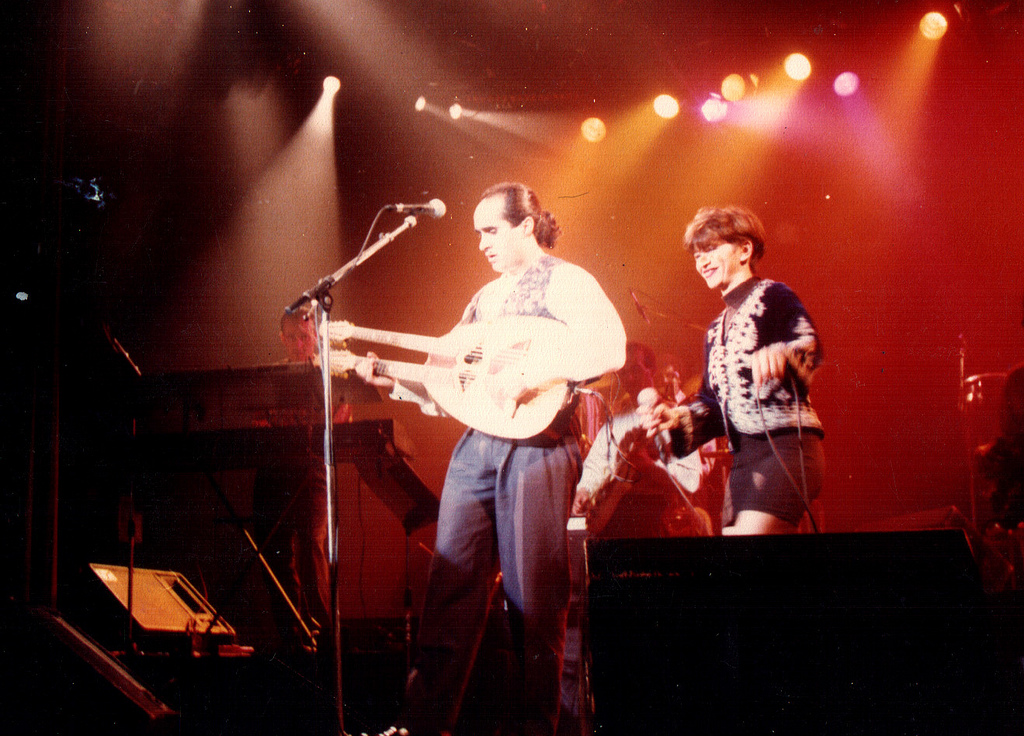
تاكفاريناس
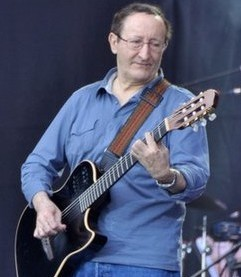
إيدير
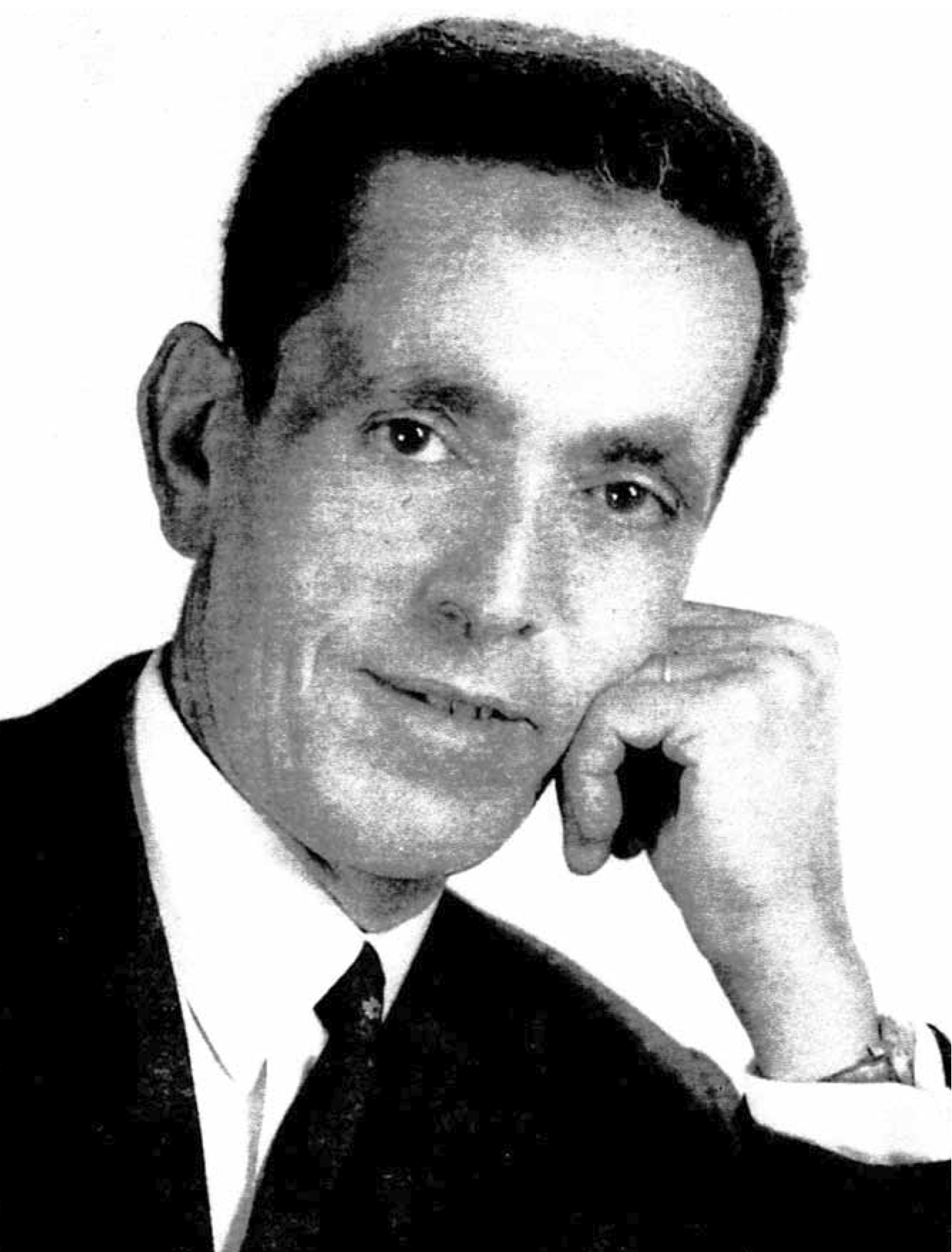
سليمان عازم
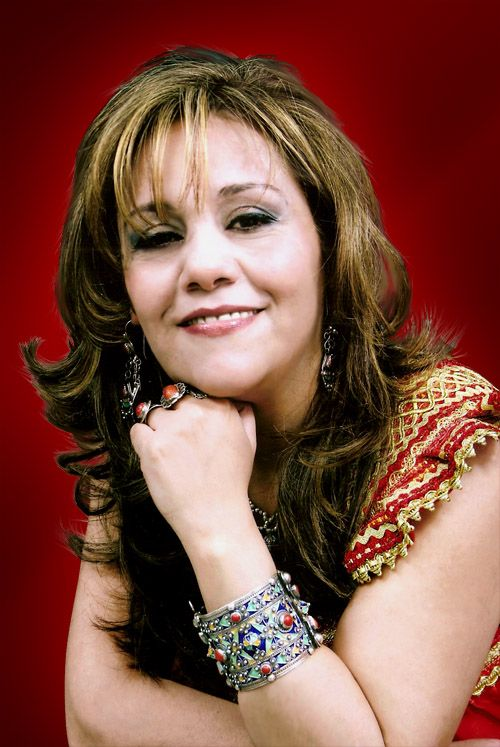
ماسة بوشافة
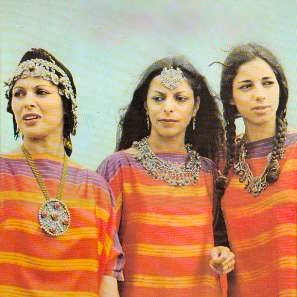
فرقة جرجرة